# قصر حتحت
قصر حتحت هو قصر أثري يقع في وسط حي الشجاعية بمدينة غزة. بُني قبل ما يزيد عن أربعة قرون ويعد واحد من أقدم البيوت المتميزة بطابعها العمراني والزخارف التراثية، تعود ملكية القصر إلى إبراهيم جلبي ال حتحت وهو كردي الأصل، بناه في القرن الثاني عشر الهجري في نهاية حكم المماليك وبداية حكم العثمانين.

## بناؤه
يرجع تاريخ بناء القصر إلى القرن الثاني عشر هجري، احد المعالم الأثرية والتاريخية في قطاع غزة، ويعتبر ثاني موقع أثري يتم ترميمه في قطاع غزة. يتألف القصر من طابقين الطابق الأرضي يحتوي على سبع غرف وإيوان ومطبخين، تميزت نوافذه الداخلية بالزخارف و الأقواس في الممرات، على يمين الممرات يوجد درج جانبي يصل إلى الطابق العلوي حيث أنه محاط بإطار حديدي للحماية، يوجد فتحة مقوسة أسفل الدرج تسمى مزيرة استخدمت كخزان للمياه في صدر القصر تصل إلى الإيوان، الذي يعلوه قوس كبير من الحجارة الرخامية الناعمة.
الطابق الثاني يتم الصعود اليه بدرجين يؤديان إلى سطح البيت، كان توجيه القصرإلى الداخل، حيث أن الفتحات والنوافذ تطل على الساحة الداخلية، التي تمده بالإضاءة والتهوية، لإنشاء علاقة بين تصميم البيت والطبيعة في الخارج. تم ترميم القصر وإعادة استخدامه واستخدامه من قبل إحدى الجمعيات الخيرية عام 2009، بعد أن قام مالك البيت بالتبرع به للجمعية. وقد تم تدمير القصر في الحرب الفلسطينية الإسرائيلية عام 2023. 